# Быканов, Анатолий Дмитриевич
Анато́лий Дми́триевич Быка́нов (20 марта 1937, Прохладный, Кабардино-Балкарская АССР — 2015, Москва) — советский и российский композитор и музыкант. Профессор Московской консерватории им П. И. Чайковского.

## Биография
Анатолий Дмитриевич Быканов родился 20 марта 1937 года в городе Прохладном, Кабардино-Балкарской АССР. Сочиняет музыку с 15 лет.
В 1962 году окончил Московскую консерваторию по классу композиции С. А. Баласаняна (ранее занимался у Д. Б. Кабалевского).
В 1965 году создал камерный ансамбль «Рококо», исполнявший лёгкую инструментальную музыку эстрадного характера. Основу ансамбля составляли музыканты Большого симфонического оркестра Центрального телевидения и Всесоюзного радио.
Автор симфонических и инструментальных произведений, музыки к мультфильмам, оригинальной музыки к телепередаче «Кабачок 13 стульев».
Долгие годы преподавал композицию в Центральной Музыкальной школе, с 1974 по 1980 год занимал должность директора ЦМШ.
Профессор Московской консерватории на кафедре сочинения. Преподавал также теоретические дисциплины.
Известностью пользовалась его музыка к мультфильмам «Сказка о попе и о работнике его Балде», «Горный мастер», «Салют, Олимпиада!», лентам из цикла «Волшебник Изумрудного города», и к самой первой экранизации повести Эдуарда Успенского «Дядя Фёдор, пес и кот».
Является автором оригинальной музыки к телепередаче «Кабачок 13 стульев». После написания музыки к развлекательной телепередаче, Быканов начал сотрудничать с другими режиссёрами. В 1993 году на экраны вышел последний фильм с музыкой Анатолия Быканова — «Я сама».
Скончался в 2015 году в Москве.

## Фильмография

### Композитор
- 1952 — На всякого мудреца довольно простоты
- 1966—1980 — Кабачок «13 стульев»
- 1970 — Как мы искали Тишку
- 1970 — Малышок и чёрная маска
- 1970 — Представление начинается!
- 1971 — На всякого мудреца довольно простоты
- 1972 — Украли зебру
- 1972 — Яблоко
- 1973 — Сказка о попе и о работнике его Балде
- 1973 — Сказка о громком барабане
- 1973—1974 — Волшебник Изумрудного города (3, 6, 9-10 серии)
- 1975—1976 — Дядя Фёдор, Пёс и Кот
- 1975 — Одуванчик
- 1978 — Горный мастер
- 1978 — Сдаётся квартира с ребёнком
- 1979 — Салют, олимпиада!
- 1980 — История одного подзатыльника
- 1988 — Домовой и хозяйка
- 1993 — Я сама

## Известные песни
- «Дежурный постовой» (исп. Георгий Вицин, сл. Владимир Лифшиц)
- «Закадычные подружки» (разные исполнители; сл. Пётр Синявский, из кинофильма «История одного подзатыльника»)
- «От села до села» (исп. Муслим Магомаев и ВК «Аккорд», сл. Анатолий Горохов)
- «Пиши» (исполняет и слова написал Анатолий Горохов)
- «Песня о воспитании детей» (исп. Леонид Серебренников, сл. Пётр Синявский, из кинофильма «История одного подзатыльника»)
- «Репка» (исп. вокальный квартет «Аккорд», сл. Анатолий Горохов)
- «Кружитесь быстрей, карусели!» (исп. Анатолий Быканов и хоровая студия «Спутник», сл. Андрей Санин, из шестой серии мультфильма «Волшебник Изумрудного города»)
- «Песенка Кота Матроскина» (исп. Светлана Харлап, сл. Игорь Шаферан, из мультфильма «Дядя Фёдор, пёс и кот»)
- «Мир детей» (исп. Хоровая студия «Спутник», сл. Игорь Шаферан, заставка мультфильма «Дядя Фёдор, пёс и кот»)
- Заставка «Кабачка 13 стульев» (совместно с Арто Заргаряном, исп. Андрей Миронов, сл. В. Гераскин)
- «Отчего нам так не везёт» (исп. Клара Румянова, сл. Виталий Татаринов, из кинофильма «Сдаётся квартира с ребёнком»)
- Музыкальное сопровождение к мультфильму «Сказка о попе и о работнике его Балде» (исп. Олег Анофриев, слова Александра Сергеевича Пушкина)
- «Солдатское счастье» (исп. Владимир Трошин и Илья Гречишников, сл. Михаил Садовский)
- «Тимоша» (исп. Георгий Вицин, сл. Владимир Лифшиц)
- «Тайный знак» (исп. Муслим Магомаев, сл. Анатолий Горюшкин)

## Известные эстрадные мелодии из камерного ансамбля «Рококо»
- «Рококо», 2 мин. 12 сек. Год записи: 1967.
- «Дилижанс» (диск «Старый Антиквар»[5]), 3 мин. 30 сек. Год записи: 1970.
- «Дюны» (диск «Ленивый Шейк»), 3 мин. 40 сек. Год записи: 1967 (первоначальная запись), 1968.
- «Лесной ручей», 3 мин. 24 сек. По мотивам саундтрека мультфильма «Яблоко» 1972 года. Год записи: 1973.
- «Элегия» (диск «Старый Антиквар»), 4 мин. 23 сек. Год записи: 1984.